# Cladotanytarsus bilinearis
Cladotanytarsus bilinearis är en tvåvingeart som beskrevs av C. John M. Glover 1973. Cladotanytarsus bilinearis ingår i släktet Cladotanytarsus och familjen fjädermyggor. Inga underarter finns listade i Catalogue of Life.